# Kermincham
Kermincham var en civil parish från 1866 till 1936 då den blev en del av Swettenham, i grevskapet Cheshire, i England. Civil parish var belägen 8 km från Congleton och hade 129 invånare år 1931. Byn nämndes i Domedagsboken (Domesday Book) år 1086, och kallades då Cerdingham.